# Guia de viagem
Um guia de viagem é uma espécie de livro que contém informações sobre um determinado local, incluindo dicas culturais e históricas, para uso dos turistas.

## Edições impressas
Histórias e descrições de rotas de peregrinação existiram na Idade Média e consistiam nos séculos XV e XVI em pequenos livros impressos. Os primeiros guias turísticos, tais quais são usados hoje, surgiram no início do século XIX, na Inglaterra e Alemanha. Em uma conferência acadêmica em 1998, realizou-se uma revisão da produção de guias impressos do século XVI ao XX.
Com o desenvolvimento do turismo a partir dos anos 1950, surgiram muitas coleções de guias, que se desenvolveram, mas não sobreviveram a longo prazo, como os Guias Odé, os Guias Nagel ou os guias de bolso. Outros guias abrindo mais ou menos espaço para a indicação de hotéis e restaurantes surgiram na década de 1970.[carece de fontes?]
Os guias Lonely Planet foram lançados em 1973. Antes reservados para falantes de inglês, eles são cada vez mais traduzidos, assim como os guias Let's Go (edições Dakota) originalmente escritos pela Harvard Student Agency.

## Edições digitais
Surgiram novas formas de guias de viagem totalmente digitais, na forma de guias colaborativos on-line baseados no princípio da Web 2.0, guias de áudio ou guias para dispositivos móveis ou GPS. O surgimento de guias de viagem eletrônicos gerou duas tendências em termos de conteúdo: conteúdo de "especialistas" (edições online de guias de papel tradicionais ou especialistas em viagens) e conteúdo gerado pelo usuário (avaliações, resenhas, artigos). Podemos pensar no TripAdvisor ou no Lonely Planet, entre outros.